# Brittany Elmslie
Brittany Joyce Elmslie (Nambour, 19 juni 1994) is een Australische zwemster. Ze vertegenwoordigde haar vaderland op de Olympische Zomerspelen 2012 in Londen en op de Olympische Zomerspelen 2016 in Rio de Janeiro.

## Carrière
Bij haar internationale debuut, op de Olympische Zomerspelen van 2012 in Londen, veroverde Elmslie samen met Alicia Coutts, Cate Campbell en Melanie Schlanger de gouden medaille op de 4x100 meter vrije slag. Op de 4x200 meter vrije slag zwom ze samen met Angie Bainbridge, Jade Neilsen en Blair Evans in de series, in de finale sleepten Bronte Barratt, Melanie Schlanger, Kylie Palmer en Alicia Coutts de zilveren medaille in de wacht. Samen met Emily Seebohm, Leisel Jones en Alicia Coutts zwom ze in de series van de 4x100 meter wisselslag, in de finale legden Seebohm, Jones en Coutts samen met Melanie Schlanger beslag op de zilveren medaille. Voor haar aandeel in de series van zowel de 4x200 meter vrije slag als de 4x100 meter wisselslag werd Elmslie beloond met twee zilveren medailles.
Tijdens de wereldkampioenschappen zwemmen 2013 in Barcelona werd de Australische uitgeschakeld in de halve finales van de 50 en de 100 meter vlinderslag. Op de 4x200 meter vrije slag behaalde ze een zilveren medaille. In de finale moesten Elmslie, Bronte Barratt, Kylie Palmer en Alicia Coutts de duimen leggen voor het Amerikaanse viertal. Samen met Bronte Campbell, Emma McKeon en Emily Seebohm zwom ze in de series van de 4x100 meter vrije slag, in de finale behaalden Campbell en McKeon samen met Cate Campbell en Alicia Coutts de zilveren medaille. Voor haar inspanningen in de series ontving Elmslie eveneens de zilveren medaille.
Op de Gemenebestspelen 2014 in Glasgow veroverde Elmslie de bronzen medaille op de 50 meter vlinderslag. Op de 200 meter vrije slag strandde ze in de series. Op de 4x200 meter vrije slag sleepte ze samen met Emma McKeon, Alicia Coutts en Bronte Barratt de gouden medaille in de wacht. Samen met Madeline Groves, Alicia Coutts en Melanie Schlanger zwom ze in de series van de 4x100 meter vrije slag, in de finale legde Schlanger samen met Bronte Campbell, Emma McKeon en Cate Campbell beslag op de gouden medaille. Voor haar aandeel in de series werd Elmslie beloond met de gouden medaille. In Gold Coast nam de Australische deel aan de Pan-Pacifische kampioenschappen zwemmen 2014. Op dit toernooi werd ze uitgeschakeld in de series van de 50, 100 en 200 meter vrije slag en de 100 meter vlinderslag. Op de 4x100 meter vrije slag veroverde ze samen met Cate Campbell, Melanie Schlanger en Bronte Campbell de gouden medaille. Samen met Bronte Barratt, Emma McKeon en Melanie Schlanger sleepte ze de zilveren medaille in de wacht op de 4x200 meter vrije slag.
Tijdens de Olympische Zomerspelen van 2016 in Rio de Janeiro werd Elmslie samen met Emma McKeon en de zusjes Bronte en Cate Campbell olympisch kampioen op de 4x100 meter vrije slag. Op de 4x100 meter wisselslag zwom ze samen met Madison Wilson, Taylor McKeown en Madeline Groves in de series, in de finale legde McKeown samen met Emily Seebohm, Emma McKeon en Cate Campbell beslag op de zilveren medaille. Voor haar inspanningen in de series ontving Elmslie eveneens de zilveren medaille.

## Internationale toernooien
| Jaar | Olympische Spelen | WK langebaan | WK kortebaan  | PanPacs | Gemenebestspelen                                                                                             |
| ---- | --- | --- | ------------- | --- | --- |
| 2012 | 4x100m vrije slag · 4x200m vrije slag · Elmslie zwom enkel de series · 4x100m wisselslag · Elmslie zwom enkel de series | | geen deelname | | |
| 2013 | | 9e 50m vlinderslag · 10e 100m vlinderslag · 4x100m vrije slag · Elmslie zwom enkel de series · 4x200m vrije slag |               | | |
| 2014 | | | geen deelname | serie 50m vrije slag · serie 100m vrije slag · serie 200m vrije slag · serie 100m vlinderslag · 4x100m vrije slag · 4x200m vrije slag | 10e 200m vrije slag · 50m vlinderslag · 4x100m vrije slag · Elmslie zwom enkel de series · 4x200m vrije slag |
| 2015 | | geen deelname |               | | |
| 2016 | 4x100m vrije slag · 4x100m wisselslag · Elmslie zwom enkel de series                                                    | | 6-11 december | | |

## Persoonlijke records
Bijgewerkt tot en met 1 juli 2016
Kortebaan
| Afstand          | Tijd    | Datum           | Plaats    |
| ---------------- | ------- | --------------- | --------- |
| 50m vrije slag   | 24,42   | 7 augustus 2013 | Eindhoven |
| 100m vrije slag  | 52,66   | 6 november 2014 | Adelaide  |
| 200m vrije slag  | 1.54,44 | 9 november 2014 | Adelaide  |
| 50m vlinderslag  | 25,87   | 6 november 2014 | Adelaide  |
| 100m vlinderslag | 57,06   | 8 november 2014 | Adelaide  |

Langebaan
| Afstand          | Tijd    | Datum         | Plaats   |
| ---------------- | ------- | ------------- | -------- |
| 50m vrije slag   | 24,78   | 1 juli 2016   | Brisbane |
| 100m vrije slag  | 53,54   | 1 april 2016  | Adelaide |
| 200m vrije slag  | 1.57,15 | 28 april 2013 | Adelaide |
| 50m vlinderslag  | 25,91   | 27 juli 2014  | Glasgow  |
| 100m vlinderslag | 58,02   | 26 april 2013 | Adelaide |